# Monts Kundelungu
Pour les articles homonymes, voir Kundelungu.
Les monts Kundelungu sont des montagnes au sud du Congo-Kinshasa en Afrique australe. Les monts et leur plateau sont entre 1 650 et 1 700 mètres d'altitude.
Ces montagnes sont limitées par le massif des Mitumba à l'ouest et au nord, et à l'est par le lac Moero. La rivière Luapula (Luvua) borde les monts coulant depuis le lac Moero jusqu'à la Lualaba (fleuve Congo) à l'est, et la rivière Lufira les borde à l'ouest.

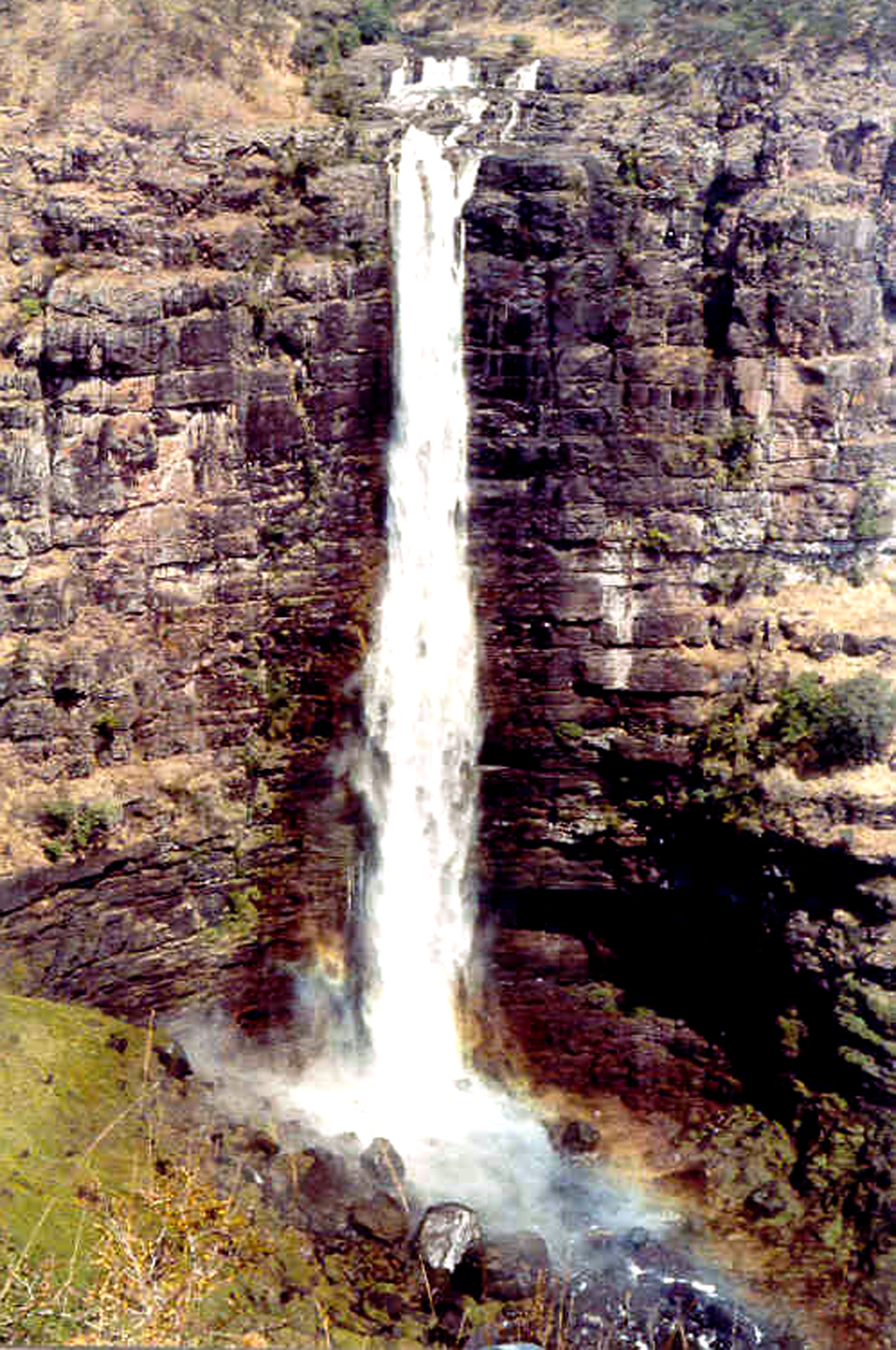
Chutes de la Lofoyi.

Les plus importantes rivières traversant les montagnes et son plateau sont la Lufira et la Luapula (Luvua). La rivière Lofoyi est un affluent de la Lufira. Sur son parcours se situent les chutes de la Lofoyi.
Likasi (ex-Jadotville) est à 100 kilomètres au sud-ouest des montagnes Kundelungu et Lubumbashi à 150 kilomètres au sud.